# 6호선 핀치 웨스트
6호선 핀치 웨스트(영어: Line 6 Finch West) 또는 핀치 웨스트 경전철은 토론토 교통국이 운영하게 될 캐나다 온타리오주 토론토에 지어지고 있는 경전철 노선으로, 2007년 3월 트랜싯 시티 계획안의 일환으로 구상되었다. 길이 11km, 18개 정거장으로 이루어진 이 노선은 1호선 영-유니버시티 지하철역인 핀치 웨스트역에서 이토비코에 위치한 험버 대학 노스 캠퍼스까지 이어진다. 이 노선은 2031년에 연간 1460만 명, 일일 4만 명의 승객을 실어나를 것으로 예상된다. 2024년에 개통을 앞둔 이 노선은 공사 비용이 12억 달러로 추산되었다.

## 역사
2007년, 데이비드 밀러 토론토 시장은 길이 17km의 이토비코-핀치 웨스트 경전철 계획을 '트랜싯 시티' (Transit City)라는 이름의 토론토 내 여러 경전철 노선을 짓는 도시철도 계획의 일환으로 발표하였다. 이 계획은 핀치 애비뉴를 따라 험버 대학에서 영가의 핀치역까지 이어지는 노선을 짓는 계획이었다. 온타리오 주지사 돌턴 맥귄티는 트랜싯 시티 계획을 포함한 토론토의 각종 도시철도 공사 비용을 지원하겠다고 밝혔다. 2009년 4월 1일, 온타리오 주정부는 2013년 완공을 목표로 험버 대학에서 핀치 웨스트와 핀치역을 경유해 돈밀스역까지 이어지는 노선을 지원하겠다고 밝혔다. 2010년 3월, 주정부는 건설 예산 감축으로 핀치 웨스트역에서 돈밀스역 구간 건설이 무산되었다.
롭 포드 시장이 2010년 12월 1일에 취임하면서 이 노선 계획은 철회되었다. 하지만 계획 철회를 반대했던 시의원들이 2012년 2월에 에글린턴 크로스타운 경전철과 같이 경전철 사업을 재개하기로 하면서 트랜짓 시티의 일부가 부활하였다. 2012년 4월, 메트로링스는 핀치 웨스트 경전철을 2015년에 착공해 2018년에 개통하는 방안을 구상하였다. 2012년 11월, 시와 주정부가 경전철 건설에 최종 합의할 때 2015년에 착공하고 2020년 완공을 목표로 하였다.
2015년 4월, 주정부는 경전철 공사가 2016년에 착공하고 2021년에 완공을 목표로 한다고 밝혔다. 같은 해 9월, 주정부는 핀치 웨스트 경전철을 설계, 건설, 유지할 업체 선정에 돌입하였다. 입찰 공고는 2016년 2월에 발표하였고 2017년 12월 20일에 마감되었다. 2017년, 엔브릿지 가스 디스트리뷰션은 경전철 공사를 앞두고 경전철 노선을 따라 놓인 천연가스 본관을 이설하였다. 도로상에 선로를 놓기 위해 엔브릿지는 천연가스관을 도로 밑에 더 깊게 매장하였다. 2017년 5월, 메트로링스는 알스톰에 경전철 전동차 17대 생산을 발주하였지만, 봄바디어 차량 수주가 지연되면서 개통일이 2022년으로 연기되었다. 2018년 4월, ACS 인프라스트럭처 캐나다, 에이콘, CRH 캐나다 그룹으로 이루어진 컨소시엄 업체인 모자이크 트랜싯 그룹이 시공사로 선정되었다.
핀치 경전철은 2019년 말에 착공하였다. 2020년 10월 말, 첫 선로가 경전철 차량기지에 설치되었다.

## 운행
6호선 핀치 웨스트 연선은 현재 토론토에서 가장 바쁜 노선 중 하나인 36번 핀치 웨스트가 운행하고 있으며, 평일 기준 하루 평균 42,600명이 이용한다. 버스가 계속해서 운행하였을 경우 2031년에는 이 노선에 32-39대의 굴절 버스나 45-55대의 일반 버스가 필요할 것으로 예상된다. 6호선은 출근 시간대에 35대, 퇴근 시간대에 운행하는 29대의 버스를 대체하며, 전동차 한 량에는 163명을 수용할 수 있고 필요에 따라 2량으로 증결할 수 있다. 핀치 웨스트 경전철은 평일 기준 하루 평균 42,600명이 이용할 것으로 예상하며 2031년에는 출퇴근 시간대에 주요 방향으로 한 시간에 2,800명을 실어나를 것으로 예상된다.
전동차는 알스톰 시타디스 스피릿 17대로 구성되며, 총 300명을 수용할 수 있는 이 전동차는 시속 60km로 운행한다. 전동차는 브램턴의 알스톰 공장에서 생산하며, 첫 전동차는 2020년 9월에 조립되었다. 이 전동차는 미시소가의 휴론타리오 경전철에서도 사용된다. 2022년 기준 경전철 운행 및 유지 비용은 연간 5150만 달러에 달할 것으로 예상하였다.

### 차량기지
전동차 차량기지는 핀치 애비뉴를 따라 요크 게이트 블루버드와 노핀치 드라이브 사이, 몬시뇨르 프레이저 고등학교 노핀치 캠퍼스 옆에 있는 공터에 지어지고 있다. 차량기지 내부에는 전동차 차량을 검수하고 수리하는 시설이 설치되며, 2019년에 착공한 이 시설은 2021년에 개통을 앞두고 있다. 차량기지가 완공되면 시공사는 경전철 차량과 신호 체계를 시험할 예정이다. 시범 운행은 길게는 18개월이 걸릴 수 있다. 차량기지에는 알스톰 시타디스 스피릿 전동차 26대를 수용할 수 있지만, 노선이 개통할 때에는 18대만 운행할 예정이다.

## 노선
이 노선의 동부 종점은 노스요크의 1호선 영-유니버시티 지하철역인 핀치 웨스트역으로, 핀치 웨스트역에서의 짧은 터널을 지나, 노선은 27번 고속도로까지 지상으로 운행한다. 이후 이 노선은 험버 대학에 진입하면서 다시 지하로 들어간다. 노선 길이는 총 11km이다.

### 정거장
토론토 교통국은 정거장 사이 간격이 평균 650m 간격으로 떨어져있으며 핀치 애비뉴의 도로 정중앙을 따라 선로가 놓이며 정거장은 선로 양쪽 측면에 설치된다고 밝혔다. 아래는 2018년에 공식 발표한 정차역 목록이다.
| 이름 (영문)     | 이름 (한글)      | 비고                                         |
| --------------- | ---------------- | -------------------------------------------- |
| 험버 칼리지     | Humber College   | 지하역                                       |
| 웨스트모어      | Westmore         |                                              |
| 마틴그로브      | Martin Grove     |                                              |
| 알비온          | Albion           |                                              |
| 스티븐슨        | Stevenson        |                                              |
| 마운트올리브    | Mount Olive      | 키플링 애비뉴에 위치                         |
| 로운트리밀스    | Rowntree Mills   | 이즐링턴 애비뉴에 위치                       |
| 펄데일          | Pearldale        |                                              |
| 던캔우즈        | Duncanwoods      |                                              |
| 밀번 루미케     | Milvan Rumike    |                                              |
| 에머리          | Emery            | 웨스턴 로드에 위치                           |
| 시그넷 애로우   | Signet Arrow     |                                              |
| 노핀치 오크데일 | Norfinch Oakdale |                                              |
| 제인앤드핀치    | Jane and Finch   |                                              |
| 드리프트우드    | Driftwood        |                                              |
| 토버모리        | Tobermory        |                                              |
| 센티넬          | Sentinel         |                                              |
| 핀치 웨스트     | Finch West       | 1호선 영-유니버시티 환승역으로, 지하에 위치. |

2018년 1월, 토론토의 기존 지하철 및 통근열차역과 역명 중복을 피하기 위해 제인, 키플링, 이즐링턴, 웨스턴에 있는 정류장은 각각 제인앤드핀치, 마운트올리브, 티슬타운, 에머리빌리지로 고칠 것을 제안하였으나, 시민들의 제안으로 이즐링턴 정류장은 로운트리밀스로, 웨스턴 정류장은 에머리로 확정되었다.

## 연장 계획

### 동부 연장
기존 트랜짓 시티 계획안에는 핀치 웨스트 경전철을 핀치 웨스트역에서 핀치역까지 잇는 계획이 포함되었으나, 이 계획은 2010년 3월에 온타리오주가 예산 문제로 철회하였다. 2013년, 이 계획은 토론토시의 '공사 자금을 지원받지 않은 노선' 중 하나로 다시 수면에 올랐으며, 추후에 연장 여부가 거론될 것으로 보인다. 이 연장 구간은 토론토 교통국의 2018년 회사계획에도 나왔지만 여전히 자금 지원을 받지 못해 언제 지어질 지 불투명하다.
2009년 메트로링스는 핀치 경전철을 핀치역에서 핀치 애비뉴와 돈밀스 로드를 따라 돈밀스역까지 이어 셰퍼드 이스트 경전철로 갈아탈 수 있도록 하는 방안을 제시하였다. TTC는 환경영향평가를 2010년에 시작할 계획이였으나 지금은 무산되었다.

### 서부 연장
2009년, 토론토 교통국은 그당시 이토비코-핀치 웨스트 경전철로 불리었던 이 노선을 우드바인 센터 쇼핑몰과 피어슨 국제공항으로 연장하는 방안을 검토하였다. 이 연장안은 2013년에 토론토시의 미래 대중교통 사업 중 하나로 선정되었지만, 자금을 지원받지 못해 언제 지어질 지 불투명하다.

## 같이 보기
- 5호선 에글린턴
- 휴론타리오 경전철